# Johann Stephan Capieux
Johann Stephan Capieux (* 8. Januar 1748 in Schwedt/Oder; † 8. Juni 1813 in Leipzig) war ein deutscher Illustrator hugenottischer Abstammung.

## Leben
Johann Stephan Capieux war vermutlich ein Sohn des Schwedter Weinhändlers Etienne Capieux und gehörte der dortigen französisch-reformierten Gemeinde an. Er ging an die Leipziger Kunstakademie und wurde dort Schüler von Adam Friedrich Oeser. Ab 1769 arbeitete Capieux im Atelier des Landschafts- und Historienmalers Johann Adam Fassauer († 1787). Ab 1773 gab er an der Leipziger Akademie Zeichenunterricht.
Später ging er zu dem Hamburger Maler J. G. Wagner und wurde 1775 anatomischer und naturwissenschaftlicher Zeichner in Halle (Saale). Ab 1782 war Capieux Zeichenlehrer an der Universität Leipzig. 1801 wurde er Magister. Bereits zwei Tage nach seinem Tode 1813 bewarb sich Johann Friedrich Schröter (Maler) um dessen Nachfolge und um die Übertragung dessen Pension auf ihn, was auch geschah.
Er war Mitglied der Naturforschenden Gesellschaft zu Halle und der Leipziger Ökonomischen Sozietät.

## Werke
- mit Johanna Dorothea Sysang (Stecherin): Leipziger Studenten Geographie. Leipzig 1774
- Abhandlungen über verschiedene Gegenstände der Naturgeschichte. Halle 1776 doi:10.5962/bhl.title.36902
- Synonymia piscium Graeca et Latina emendata, aucta atque illustrata. Leipzig 1789 doi:10.5962/bhl.title.5790
- Das entdeckte Geheimniss der Natur im Bau und in der Befruchtung der Blumen. Berlin 1793 doi:10.5962/bhl.title.61000
- Faunae suecicae a Carolo à Linné equ. inchoatae pars prima. Leipzig 1800 doi:10.5962/bhl.title.43961
- Gemeinnützige Naturgeschichte Deutschlands nach allen drey Reichen. Leipzig 1801–1809 doi:10.5962/bhl.title.43818